# Elecciones parlamentarias de Letonia de 1995
Las elecciones parlamentarias de Letonia fueron realizadas entre el 30 de septiembre y el 1 de octubre de 1995. El Partido Democrático "Saimnieks" se convirtió en el partido político más grande del Saeima, obteniendo 18 de los 100 escaños.

## Resultados
| Partido                                                                 | Votos     | %    | Escaños | +/–   |
| ----------------------------------------------------------------------- | --------- | ---- | ------- | ----- |
| Partido Democrático "Saimnieks"                                         | 144 758   | 15.2 | 18      | Nuevo |
| Movimiento Popular por Letonia                                          | 142 324   | 15.0 | 16      | Nuevo |
| Vía Letona                                                              | 139 929   | 14.7 | 17      | –19   |
| Por la Patria y la Libertad                                             | 114 050   | 12.0 | 14      | +8    |
| Partido de la Unidad Letona                                             | 68 305    | 7.2  | 8       | +8    |
| ZS-LKDS-LDP                                                             | 60 498    | 6.4  | 8       | –10   |
| NKP-ZP                                                                  | 60 352    | 6.3  | 8       | Nuevo |
| Partido Socialista                                                      | 53 325    | 5.6  | 5       | Nuevo |
| Partido de la Armonía Nacional                                          | 53 041    | 5.6  | 6       | –7    |
| Coalición Justicia y Trabajo                                            | 43 599    | 4.6  | 0       | Nuevo |
| Unión Política de los Economistas                                       | 14 209    | 1.5  | 0       | Nuevo |
| Unión de Agricultores                                                   | 13 009    | 1.4  | 0       | –12   |
| Partido de los Ciudadanos Rusos en Letonia                              | 11 924    | 1.3  | 0       | 0     |
| Frente Popular de Letonia                                               | 11 090    | 1.2  | 0       | 0     |
| Asociación política de los Desfavorecidos y Partido de la Independencia | 9 468     | 1.0  | 0       | Nuevo |
| Unión Cívica "Nuestra Tierra" – Unión Anticomunista                     | 5 050     | 0.5  | 0       | 0     |
| Partido Demócrata                                                       | 2 546     | 0.3  | 0       | Nuevo |
| Partido Liberal                                                         | 2 163     | 0.2  | 0       | 0     |
| Partido Democrático Nacional                                            | 1 367     | 0.1  | 0       | Nuevo |
| Votos en blanco/nulos                                                   | 14 332    | –    | –       | –     |
| Total                                                                   | 965 339   | 100  | 100     | 0     |
| Participación electoral                                                 | 1 328 779 | 72.6 | –       | –     |
| Fuente: Nohlen & Stöver                                                 |           |      |         |       |

## Consecuencias
Los partidos gobernante, Camino Letón y la Unión de Agricultores Letones fueron castigados por los votantes, siendo eliminados por completo del poder del Saeimas. Sin que hubiese un partido capaz para formar un gobierno mayoritario, se formó un nuevo gobierno liderado por el independiente Andris Šķēle.